# Pohnsdorf

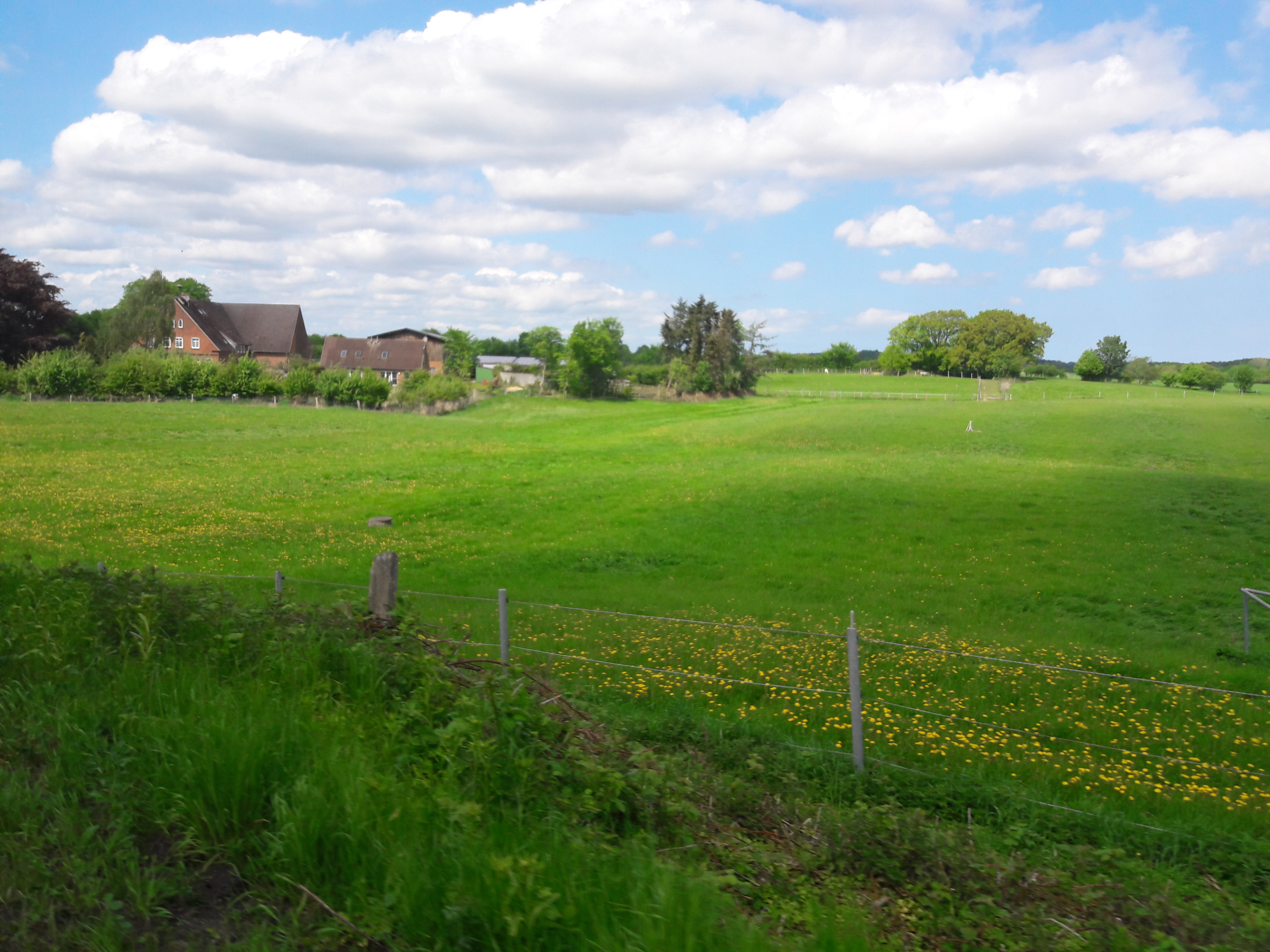
O imagem sobre Pohnsdorf.

Pohnsdorf é um município da Alemanha, localizado no distrito de Plön, estado de Schleswig-Holstein.